# Den kaukasiska kritcirkeln
Den kaukasiska kritcirkeln (tysk originaltitel: Der kaukasische Kreidekreis) är en teaterpjäs av Bertolt Brecht som skrevs 1944-1945 under Brechts exil i Santa Monica, USA. Musiken är komponerad av Paul Dessau.
Pjäsen hade urpremiär i Northfield, Minnesota den 4 maj 1948. Först den 9 november 1954 uruppfördes den på tyska vid Berliner Theater am Schiffbauerdamm med Helene Weigel i huvudrollen. Den publicerades först i tidskriften Sinn und Form.
Den svenska premiären ägde rum på Göteborgs stadsteater 1951.